# La Terre des Peaux-Rouges
La Terre des Peaux-Rouges est une monographie illustrée sur l’histoire de les Indiens d’Amérique du Nord (nommés dans l’argot « peau-rouge »), écrite par l’anthropologue et l’ethnologue Philippe Jacquin, et parue chez Gallimard, en 1987. Cet ouvrage est le 14e titre dans la collection « Découvertes Gallimard », et a été adapté en un film documentaire homonyme.

## Introduction
Cet ouvrage en format poche (125 × 178 mm) fait partie de la série Histoire dans la collection « Découvertes Gallimard ». Selon la tradition des « Découvertes », cette collection repose sur une abondante documentation iconographique et une manière de faire dialoguer l’iconographie documentaire et le texte, enrichie par une impression sur papier couché ; autrement dit, « de véritables monographies, éditées comme des livres d’art ». C’est presque comme un « roman graphique », rempli de planches en couleurs.
Ici l’auteur retrace l’histoire des tribus d’Indiens — Algonquins, Hurons, Iroquois, Cheyennes, Comanches, Apaches, Sioux… — qui peuplaient le continent américain avant que celui-ci ne soit découvert par les Européens, et sur les guerres indiennes qui suivirent. Sitting Bull, Crazy Horse, le général Custer, vus à travers le prisme déformant de la littérature et du western.

## Accueil
Le site Babelio confère au livre une note moyenne de 3,91 sur 5, sur la base de 22 notes. Sur le site Goodreads, le livre obtient une moyenne de 3,63/5 basée sur 8 notes, indiquant des avis généralement positifs.

## Adaptation documentaire
En 2002, en coproduction avec La Sept-Arte et Trans Europe Film, en collaboration avec Éditions Gallimard, réalisé l’adaptation de La Terre des Peaux-Rouges, dirigée par Jean-Claude Lubtchansky, et diffusé sur Arte dans la case « L’Aventure humaine ».

### Fiche technique
- Titre : La Terre des Peaux-Rouges
- Titre allemand : Indianerland[7]
- Titre allemand alternatif : Indianerland: Enteignung und Verdrängung der amerikanischen Ureinwohner
- Réalisation : Jean-Claude Lubtchansky
- Image : Mikaël Lubtchansky
- Montage : Jean-Claude Lubtchansky
- Écriture : Carole Lubtchansky
- Voix : Serge Avédékian et François Marthouret
- Producteur : Jean-Pierre Gibrat
- Administratrice de production : Nathalie Cayn
- Documentalistes : Magali Honorat et Michael Dolan
- Responsable du développement : Ahmed El-Cheikh
- Studio Agovision : Thierry Jouberteix
- Moyens techniques : Atelier de Créations Audiovisuelles
- Sociétés de production : La Sept-Arte, Trans Europe Film, Éditions Gallimard, et en association avec Aboriginal Peoples Television Network du Canada
- Pays d’origine :  France
- Langue : français, doublage en allemand
- Durée : 52 minutes
- Date de sortie : 2002 sur Arte

## Éditions internationales
| Titre                                 | Traduction littérale                              | Langue               | Pays         | Collection (numéro dans la collection) | Éditeur                             | Traducteur          | Année de première parution | ISBN                 |
| ------------------------------------- | ------------------------------------------------- | -------------------- | ------------ | -------------------------------------- | ----------------------------------- | ------------------- | -------------------------- | -------------------- |
| La Terre des Peaux-Rouges             | –                                                 | Français de France   | France       | Découvertes Gallimard (no 14)          | Éditions Gallimard                  | –                   | 1987                       | (ISBN 9782070530311) |
| El Ocaso de los Pieles Rojas          | « Le Crépuscule des Peaux-Rouges »                | Espagnol d'Espagne   | Espagne      | Aguilar Universal (no 22)              | Aguilar, S. A. de Ediciones (es)    | Miguel Azaola       | 1990                       | (ISBN 9788403601468) |
| I Pellerossa: popolo delle praterie   | « Les Peaux-Rouges : peuple des Prairies »        | Italien              | Italie       | Universale Electa/Gallimard (no 16)    | Electa/Gallimard                    | Ugo Barlozzetti     | 1993                       | (ISBN 9788844500177) |
| »Rødhuderne« – Nordamerikas Indianere | « ‹ Peaux-Rouges › – Indiens d’Amérique du Nord » | Danois               | Danemark     | Ny viden om nyt og gammelt (no 5)      | Roth                                | Karen-Vibeke Saggau | 1993                       | (ISBN 9788789005843) |
| Indianernes land                      | « La Terre des Indiens »                          | Norvégien            | Norvège      | Horisont-bøkene (no 1)                 | Schibsted                           | Kjell Olaf Jensen   | 1990                       | (ISBN 9788251613323) |
| De indianen van Noord-Amerika         | « Les Indiens d’Amérique du Nord »                | Néerlandais          | Pays-Bas     | Fibula Pharos (sans numéro)            | Fibula-Van Dishoek                  | Jacqueline Wermers  | 1990                       | (ISBN 9789026941306) |
| Indianerland!                         | « La Terre des Indiens »                          | Allemand             | Allemagne    | Abenteuer Geschichte (no 9)            | Ravensburger Buchverlag             | Michael Meppiel     | 1992                       | (ISBN 9783473510092) |
| アメリカ・インディアン 奪われた大地   | « Les Indiens d’Amérique : la terre volée »       | Japonais             | Japon        | 知の再発見 (no 20)                     | Sōgensha (ja)                       | Natsuki Mori        | 1992                       | (ISBN 9784422210704) |
| 印第安人：紅皮膚的大地                | « Les Indiens : la terre des Peaux-Rouges »       | Chinois traditionnel | Taïwan       | 發現之旅 (no 31)                       | China Times Publishing (zh)         | Zhongxian Yu        | 1996                       | (ISBN 9789571320397) |
| 印第安人：红皮肤的大地                | « Les Indiens : la terre des Peaux-Rouges »       | Chinois simplifié    | Chine        | 发现之旅 (no 31)                       | Chinese Dictionary Publishing House | Zhongxian Yu        | 2001                       | (ISBN 9787543206335) |
| 아메리카 인디언의 땅                  | « La terre des Indiens d’Amérique »               | Coréen               | Corée du Sud | 시공 디스커버리 (no 73)                | Sigongsa (en)                       | Sook-ja Song        | 1998                       | (ISBN 9788972597490) |